# Baylor Scheierman

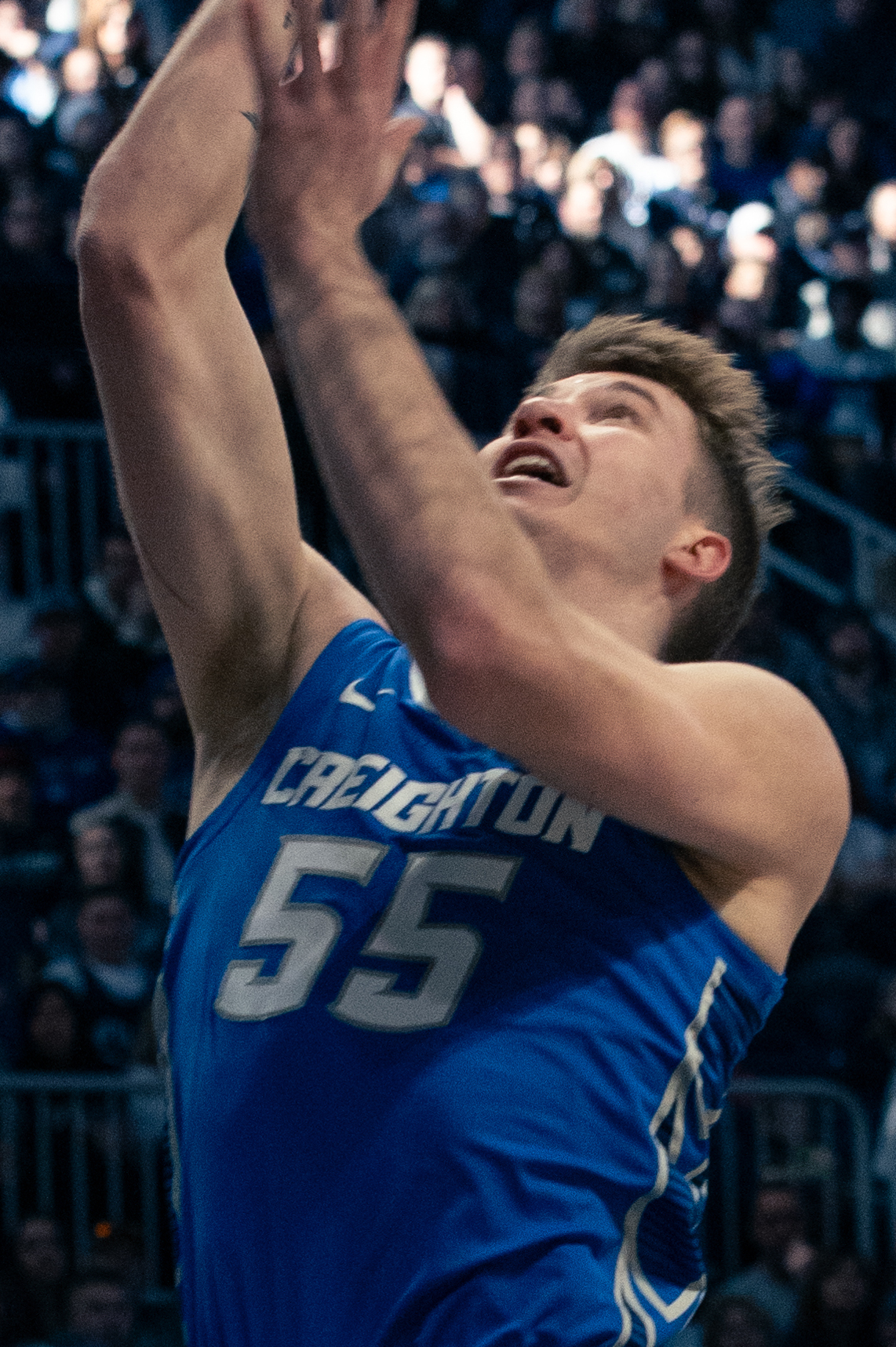
Baylor Scheierman, 2024.

Baylor Arthur Scheierman, född 26 september 2000 i Hastings i Nebraska, är en amerikansk professionell basketspelare (SG) som spelar för Boston Celtics i National Basketball Association (NBA).
Han draftades av Boston Celtics i första rundan i 2024 års draft som 30:e spelare totalt.
Innan Scheierman blev proffs studerade han först på South Dakota State University och spelade för deras idrottsförening South Dakota State Jackrabbits. Scheierman blev senare överförd till Creighton University för spel i Creighton Bluejays.